# 五頭岳夫
五頭 岳夫（ごず たけお、1948年〈昭和23年〉2月7日 - ）は、日本の俳優。GMBプロダクション所属。

## 経歴
新潟県北蒲原郡水原町（現・阿賀野市）出身。
高校卒業後に上京して専門学校に進み、自動車整備士を経て23歳のとき劇団「青年劇場」の養成所に入団。舞台役者として20年ほど活動する。当時は小林直二を芸名としていた。42歳のときに胃がんにかかり胃を全摘したことを機に劇団を退団。2000年にエキストラ事務所に入り、エキストラとして再出発する。55歳で全快したのを機に、故郷の五頭連峰に由来する「五頭岳夫」の芸名を新たにつけ直す。
所属していたエキストラ事務所が2007年に新たにマネジメントのための会社を設立したため、懇願して所属俳優となる。この頃から映画やドラマの仕事が増えるようになるが、当初舞い込んだ仕事はホームレス役が多かった。2018年の映画『教誨師』で注目され、2024年のドラマ『地面師たち』で広く名を知られるようになる。

## 出演

### 映画
- 砂の器（1974年） - 羽後亀田署・工藤 役
- 八甲田山（1977年） - 鬼島軍医 役
- 八つ墓村（1977年） - 落武者 役
- 図鑑に載ってない虫（2007年） - ホームレス 役
- 転々（2007年） - 連れて行かれるホームレス 役
- 少年メリケンサック（2009年） - ホームレス 役
- インスタント沼（2009年） - 農場の八郎 役
- ディア・ドクター（2009年） - 大竹清 役
- おとうと（2010年） - みどりのいえ住人 役
- ゼブラーマン -ゼブラシティの逆襲-（2010年） - 自警団 役
- あしたのジョー（2011年） - ドヤのおやじ 役
- ゾンビアス（2012年） - 猟師 役
- 夢売るふたり（2012年） - 老守衛 役
- 任侠ヘルパー（2012年） - 五木清吉 役
- どこへ! -ああ、満州の地平線・十五歳の夏-（2013年） - 老人 役
- 劇場版 タイムスクープハンター -安土城 最後の1日-（2013年） - 農民 役
- 真夏の方程式（2013年） - 老人 役
- 凶悪（2013年） - 島神剛志 役
- 不安の種（2013年） - 大樹の祖父 役
- サンブンノイチ（2014年） - おじいちゃん警備員 役
- 戦慄怪奇ファイル コワすぎ!史上最恐の劇場版（2014年） - 木村平八郎 役
- TOKYO TRIBE（2014年） - JOJO 役
- ジヌよさらば〜かむろば村へ〜（2015年） - 漁師 役
- バクマン。（2015年） - 中井の祖父 役
- 珍遊記（2016年） - 町民 役
- 太陽（2016年） - 猟師 役
- 白鳥麗子でございます!（2016年） - 秋本新三郎 役
- 沈黙 -サイレンス-（2017年）
- 笑いの枝折り（2018年）
- 高崎グラフィティ。（2018年）
- 教誨師（2018年） - 進藤正一 役
- 街の上で（2021年）
- 車軸（2023年）[13]
- 若武者（2024年5月24日） - 百田 役[14]
- 正体（2024年） - 平田 役
- 悪鬼のウイルス（2025年1月24日） - 旧石尾村の住民 役[15]

### テレビドラマ
- 澪つくし（1985年、NHK） - 漁師銀次 役
- はぐれ刑事純情派（テレビ朝日） - 高尾青果店主人 役
- 3年B組金八先生7（2004年-2005年、TBS） - おでん屋台店主 役
- 池袋ウエストゲートパーク（2000年、TBS） - すし職人 役
- 木更津キャッツアイ（2002年、TBS） - 英語の先生 役
- 白夜行 第11話（2006年、TBS） - シマのおじちゃん 役
- セーラー服と機関銃 第3話（2006年、TBS） - おじちゃん 役
- 週刊真木よう子 第12話（2008年、テレビ東京） - ウェイトレス 役
- 金田一耕助シリーズ 悪魔の手毬唄（2009年、フジテレビ） - 村人 役
- アタシんちの男子 第5話（2009年、フジテレビ） - ホームレス 役
- 傍聴マニア09 第10話（2009年、読売テレビ） - 水野裁判員 役
- 熱海の捜査官 第1・5話（2010年、テレビ朝日） - 松方 役
- タイムスクープハンター（NHK）
  - シーズン2第4話（2010年） - 田子兵衛 役
  - シーズン3第10話（2011年） - 矢大夫 役
  - シーズン6第2話（2014年） - ご隠居 役
  - シーズン6第14話（2014年） - 亀造 役
- 相棒（テレビ朝日）
  - Season8第18話（2010年） - タケノコ掘りの夫 役
  - Season15第11話（2017年） - 自転車の男 役
- SPEC〜警視庁公安部公安第五課 未詳事件特別対策係事件簿〜 第5話（2010年、TBS） - 焼き鳥屋のオヤジ 役
- パーフェクト・リポート 第10話（2010年、フジテレビ） - 文具店店主 役
- 陽だまりの樹 第1話（2012年、NHK BSプレミアム） - 千葉周作 役
- お先にどうぞ 第2話（2012年、WOWOW） - 中華屋店主 役
- PRICELESS〜あるわけねぇだろ、んなもん!〜 第1・4・8・10話（2012年、フジテレビ） - ゲンさん 役
- 最高の離婚 第4・10話（2013年、フジテレビ） - 屋台の店主 役
- お天気お姉さん 第2・9話（2013年、テレビ朝日） - 三沢茂 役
- 独身貴族 第9話（2013年、フジテレビ） - カメラマン 役
- リバースエッジ 大川端探偵社 第1話（2014年、テレビ東京） - 喋楽主人 役
- HERO 第6話（2014年、フジテレビ） - 漁師 役
- GTO 第2シリーズ第7話（2014年、フジテレビ） - 富井 役
- ナースのお仕事スペシャル（2014年、フジテレビ） - 茂蔵 役
- びったれ!!! 第7話（2015年、TVK） - 幸子の父 役
- ウロボロス〜この愛こそ、正義。 第3話（2015年、TBS） - 徳田博夫 役
- 初森ベマーズ 第1話（2015年、テレビ東京） - 老人 役
- エンジェル・ハート 第3話（2015年、日本テレビ） - ホームレス 役
- 土曜ワイド劇場 臨場する女 捜査検事 雨音香（2016年、テレビ朝日） - 老人 役
- 昼のセント酒 第8話（2016年、テレビ東京） - 常連客 役
- 月曜名作劇場 オバチャン保険調査員 赤宮楓のマル秘事件簿（2017年、TBS） - お年寄り 役
- 水曜エンタ トカゲの女 警視庁特殊犯罪バイク班3（2017年、テレビ東京） - 神山 役
- 精霊の守り人II 悲しき破壊神 第9話（2017年、NHK） - 白髪の老人 役
- ハロー張りネズミ 第5話（2017年、TBS） - 農夫らしき老人 役
- プラージュ〜訳ありばかりのシェアハウス〜（2017年、WOWOW） - 杉井 役
- プリズンホテル 第4話（2017年、BSジャパン） - 老人 役
- また来てマチ子の、恋はもうたくさんよ 第2話（2018年1月18日、TVK）
- アンナチュラル 第5話（2018年2月9日、TBS） - 目撃者の老人 役
- 弟の夫 第3話（2018年3月18日、NHK BSプレミアム） - 用務員 役
- 記憶 第6話（2018年、フジテレビNEXT・J:COMプレミアチャンネル） - 管理人 役
- 噂の女 第4話（2018年5月12日、BSジャパン） - 医者 役
- 健康で文化的な最低限度の生活 第2話（2018年7月24日、フジテレビ） - 佐藤権三 役
- フルーツ宅配便 （2019年1月 - 3月、テレビ東京） - ラーメンまつばら店主 役
- 日本ボロ宿紀行 第1話（2019年1月26日、テレビ東京） - 神取二郎 役
- 世にも奇妙な物語‘19 秋の特別編「恋の記憶、止まらないで」（2019年11月9日、フジテレビ） - 地方記者 役
- NHK大河ドラマ 青天を衝け（2021年） - 山口常左衛門 役
- 日本沈没-希望のひと-（2021年10月 - 12月、TBS）
- ロマンス暴風域 第3話（2022年7月、MBS・TBS）- 酔ったおじさん 役 [16]
- 弁護士ソドム 第1話（2023年4月28日、テレビ東京） - 横手栄一郎 役
- ソロ活女子のススメ3 第7話（2023年5月18日、テレビ東京） - 銭湯店主 役
- 完全無罪（2024年7月7日 - 8月4日、WOWOW） - 川田清 役[17]
- 母の待つ里（2024年8月16日・23日、NHK BSプレミアム4K / 9月21日・28日、NHK BS） - ノリスケ 役[18][19]
- 民王R 第2話（2024年10月29日、テレビ朝日） - 村田 役[20]
- それぞれの孤独のグルメ 第5話（2024年11月2日、テレビ東京） - 老人男性客 役
- オクラ〜迷宮入り事件捜査〜 最終話（2024年12月17日、フジテレビ）- 飲食店店主 役[21]
- プライベートバンカー 第1話・最終回（2025年1月9日・3月6日、テレビ朝日） - 京極宗一郎 役[22][23]
- まどか26歳、研修医やってます! 第4話（2025年2月4日、TBS） - 木下 役[24]
- 風のふく島 第5話（2025年2月8日、テレビ東京） - 山背 役[25]
- 問題物件 第7話（2025年2月26日、フジテレビ） - 猪俣広巳 役[26]
- 法廷のドラゴン 最終話（2025年3月7日、テレビ東京） - 釣り人 役[27][28]
- 災 第2話（2025年4月13日、WOWOW） - 男性 役[29]
- 霧尾ファンクラブ 第8話（2025年5月22日、中京テレビ・日本テレビ） - 三好虎之介 役[30]
- パラレル夫婦 死んだ"僕と妻"の真実 第10話（2025年6月3日、関西テレビ・フジテレビ） - 店主 役[31]
- 大追跡〜警視庁SSBC強行犯係〜 第2話（2025年7月16日、テレビ朝日） - 大磯寛二 役[32]
- FOGDOG 第1話・第2話（2025年7月22日・29日、読売テレビ） - 佐藤武雄 役[33]

### 配信ドラマ
- 進撃の巨人 ATTACK ON TITAN 反撃の狼煙 第2話（2015年、dTV） - 老猟師 役
- 火花（2016年6月3日、Netflix） - ホームレス 役
- 日本をゆっくり走ってみたよ〜あの娘のために日本一周〜 第8話（2017年10月20日、Amazon Prime Video） - 野球帽の爺さん 役
- 野武士のグルメ 第8話（2017年3月17日、Netflix）
- 仮面ライダーBLACK SUN（2022年10月28日、Amazon Prime Video） - おじい 役
- 地面師たち（2024年7月25日、Netflix） - 佐々木丈雄 （島崎健一） 役
- The Power Slap（2025年春配信予定、SWIPEDRAMA）- 河馬沢徹 役[34]

### CF/広告
- 住商フルーツ バナナの王様。
- 黄桜 辛口一献
- 全日空 エコ割り 行っちゃった方が早いんじゃない？篇
- キリン 鞠花一番搾り
- マルエツ トラクター買い物篇
- 東海銀行 御寿司屋さん篇
- 明治製菓 明治チョコレート効果